# Красная книга Астраханской области
Красная книга Астраханской области — официальный документ, содержащий свод сведений о состоянии, распространении и мерах охраны редких и находящихся под угрозой исчезновения видов (подвидов, популяций) диких животных и дикорастущих растений и грибов, обитающих (произрастающих) на территории Астраханской области.

## Категории
Категории статуса редкости соответствуют категориям Красной книги России:
- 0 — предположительно исчезнувшие (6 таксонов на 2014 год)
- 1 — находящиеся под угрозой исчезновения (23)
- 2 — сокращающиеся в численности (58)
- 3 — редкие (153)
- 4 — неопределенные по статусу (66)
- 5 — восстанавливаемые и восстанавливающиеся (6)

## Издание
Первое издание Красной книги Астраханской области вышло в 2004 году, перечень объектов животного и растительного мира которого утверждён в 2000 году и включает: 1 вид миксомицетов, 22 — грибов, 16 — лишайников, 64 — высших растений, 62 — беспозвоночных (из них насекомых — 60, паукообразных — 2) и 101 видов позвоночных животных (из них млекопитающих — 13, птиц — 72, пресмыкающихся — 7, рыб — 9).
Второе издание Красной книги Астраханской области вышло в 2014 году, по сравнению с первым были исключены 10 таксонов, внесено 52 вида, для 5 видов изменена категория статуса редкости; всего перечень объектов животного и растительного мира включает 322 таксонов, в том числе: 1 вид миксомицетов, 22 — грибов, 16 — лишайников, 85 — высших растений, 84 — членистоногих, 1 — круглоротых, 8 — рыб, 10 — пресмыкающихся, 82 — птиц и 13 — млекопитающих.